# Fuente del Viejo
La fuente del Viejo (en catalán: Font del Vell), también conocida como fuente del Chato (en catalán: Font del Xato), se encuentra en la plaza de Sants de Barcelona, en el distrito de Sants-Montjuic. Fue instalada allí en 1975, aunque fue creada originalmente en 1818 por Damià Campeny.

## Historia y descripción

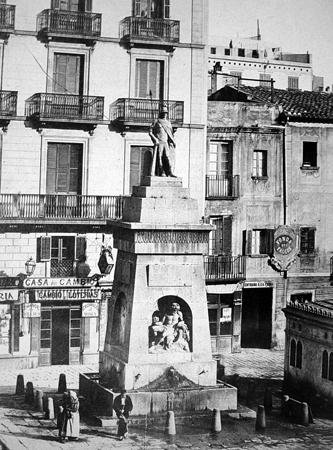
Fuente original en la plaza del Teatro, con la figura de Minerva y el Viejo en una hornacina.

Esta fuente se encontraba inicialmente ubicada en la plaza del Teatro, junto a la Rambla, en el lugar donde actualmente se encuentra el monumento a Serafí Pitarra. En este lugar había existido anteriormente otra fuente llamada del Sátiro, que tuvo una existencia efímera (1802-1817). Inicialmente era un abrevadero decorado con la figura de un fauno con una jarra en la mano, confeccionada en yeso. Sin embargo, debido a su mal estado de conservación, esta obra fue derribada en 1817 y, por iniciativa del capitán general Castaños, se procedió a la construcción de otra más monumental.
En 1818 la fuente del Sátiro fue sustituida por un proyecto más elaborado, realizado por el arquitecto Pere Serra i Bosch y los escultores Damià Campeny y Salvador Gurri. Sobre un pedestal en forma de pirámide truncada se colocó una escultura que representaba a la diosa romana Minerva —según otras versiones, sería el Genio de Barcelona o la Barcelona industriosa—, ataviada con casco y lanza, y un escudo con las armas de Barcelona, obra de Gurri. En la base del pedestal se colocaron cuatro hornacinas que debían contener alegorías de los cuatro principales suministros de agua de la ciudad: el río Llobregat, la Acequia Condal, el canal de Urgel y el puerto.

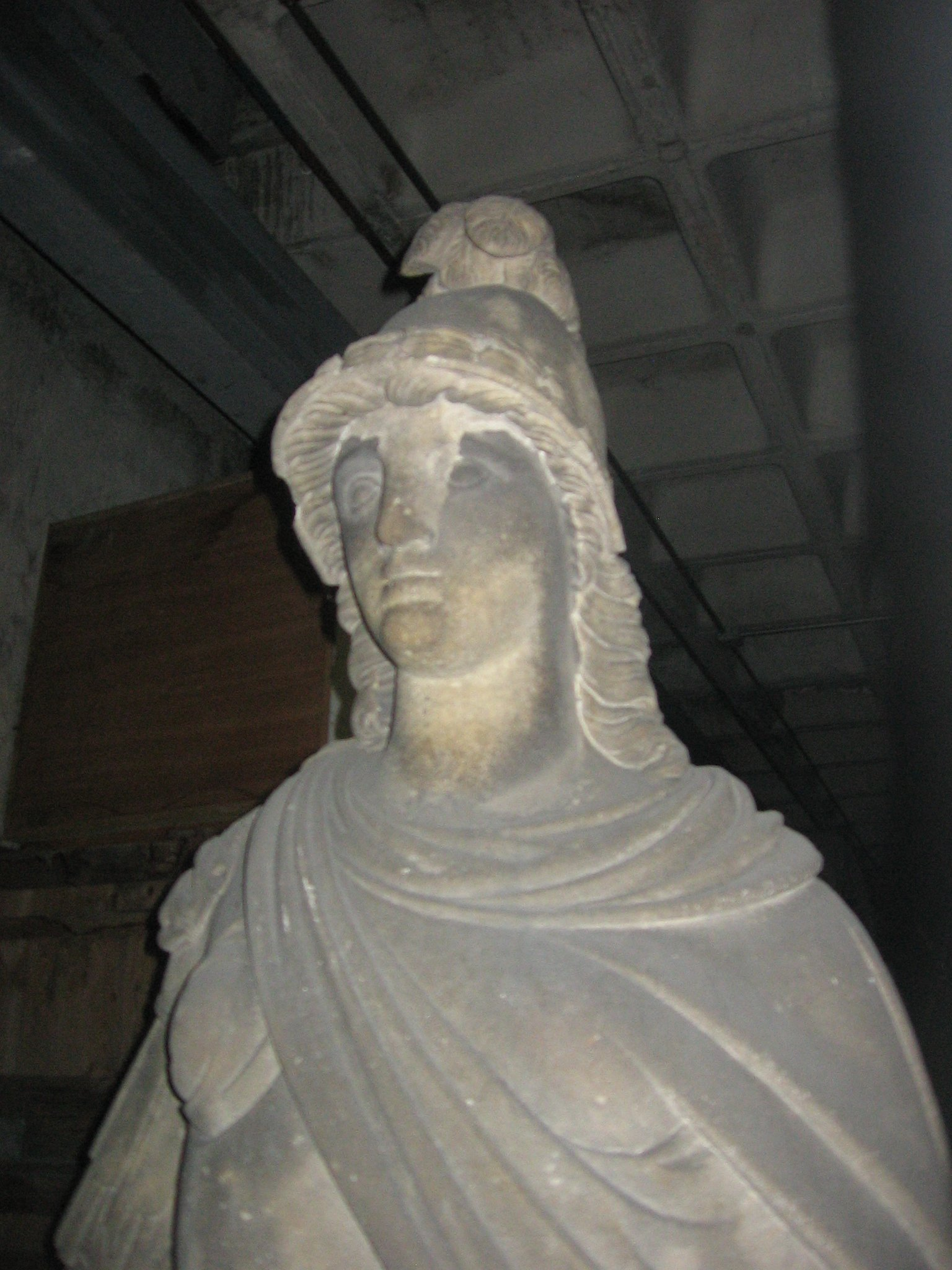
Minerva, de Salvador Gurri, actualmente en el almacén municipal de Vía Favencia de Barcelona.

Encargadas a Campeny, solo hizo la primera de estas alegorías, en forma de un viejo barbudo semidesnudo apoyado sobre unas rocas y con una cornucopia en la mano derecha, mientras que la izquierda se apoya sobre una jarra de la que cae agua. A veces ha sido tomado por una representación de Neptuno o Hércules, aunque no lleva ninguno de los atributos característicos de estos dioses. Al cabo de poco tiempo, esta figura perdió la nariz de un golpe, razón por la cual empezó a ser conocida como el Chato.
El estilo de la obra es neoclásico con cierta influencia barroca. Campeny quizá se inspiró en algunas alegorías de ríos presentes en Roma, ciudad en la que vivió varios años, como la Alegoría del Nilo o la Fuente de los Cuatro Ríos de la plaza Navona de Bernini.
En 1877 este monumento fue derribado, y solo se conservaron las estatuas: la de Gurri se colocó temporalmente en el parque de la Ciudadela, después en el Museo Marítimo, y ahora se conserva en un almacén municipal; la figura del viejo fue también emplazada en el parque de la Ciudadela, hasta que en 1975 se ubicó en la plaza de Sants, coincidiendo con la reurbanización de ese espacio, que fue inaugurada por el alcalde Enrique Masó el 1 de febrero de ese año.